# بلان (نائين)
بلان هي قرية في مقاطعة نائين، إيران. عدد سكان هذه القرية هو 586 في سنة 2006.